# ریحان مقدس
ریحان مقدس (نام علمی: Ocimum tenuiflorum) یک گونه از تیره نعناعیان است.

## در هندوئیسم
در مکتب هندوئیسم، براین باورند که با اینکه وریندا ایزد‌بانویی به شکل انسان بود کریشنا به او آمرزش بخشید تا به شکل گیاه ریحان مقدس به جهان مادی بیاید. هر جا که این گیاه بروید خود‌به‌خود همانند سرزمین مقدس ورینداوان خواهد شد. یرای همین، میلیون‌ها هندو در عبادت‌های روزانهٔ خود ریحان مقدس را می‌پرستند.

## نگارخانه

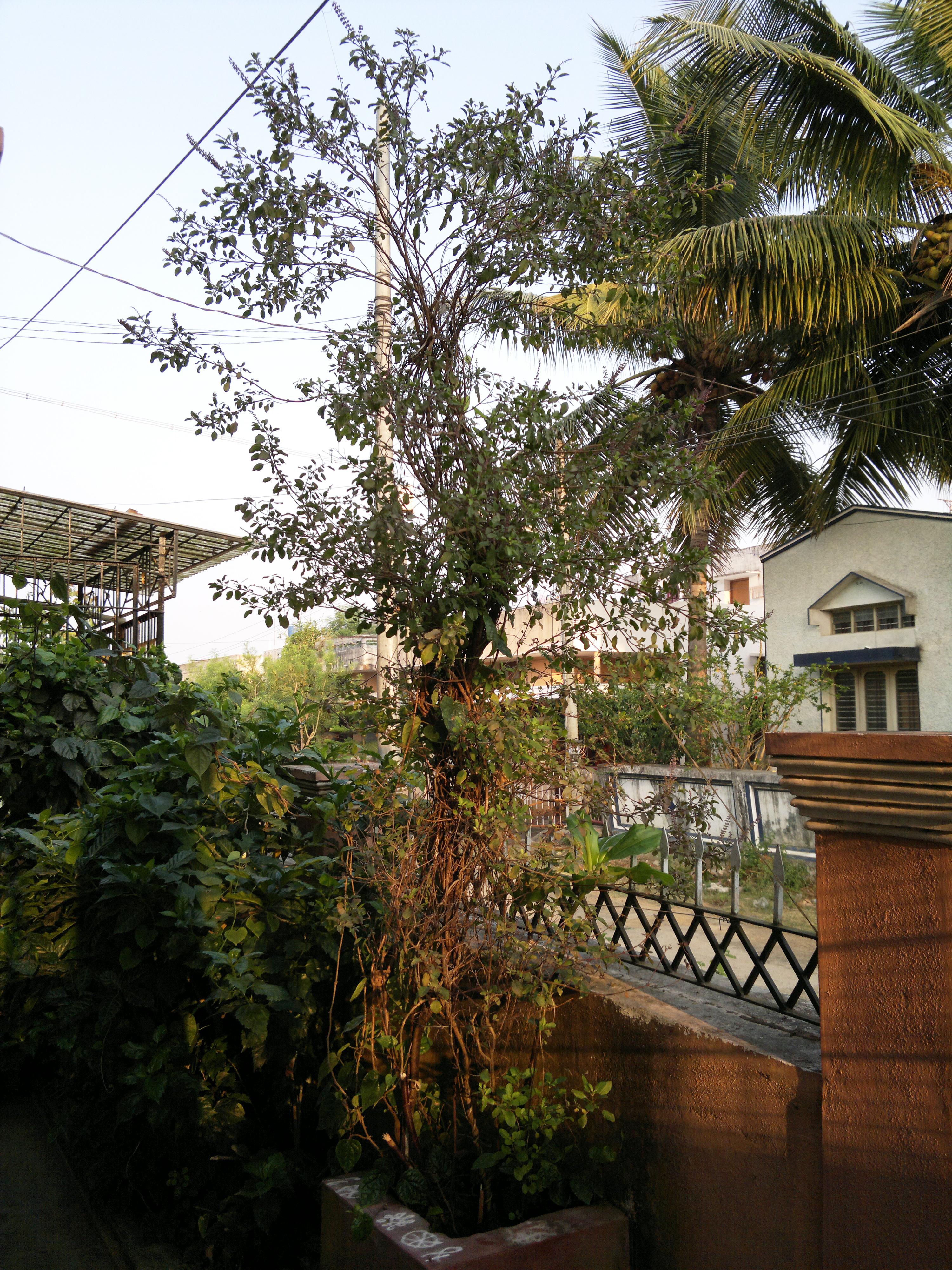
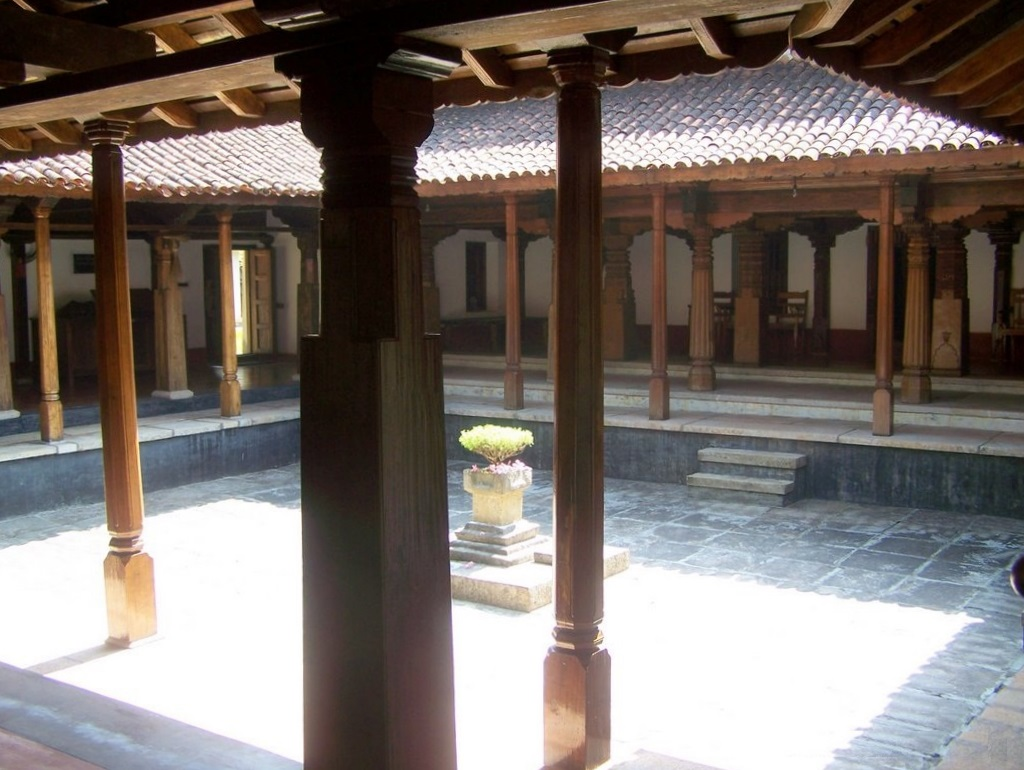